# Stazione di Shin-Maebashi
La Stazione di Shin-Maebashi (新前橋駅?, Shin-Maebashi-eki) è una stazione ferroviaria di Maebashi, nella prefettura di Gunma gestita dalla JR East.

## Linee e servizi
JR East
■ Linea Shōnan-Shinjuku)
■ Linea Jōetsu
■ Linea Ryōmō
■ Linea Agatsuma

## Struttura
La stazione è costituita da due banchine a isola con 4 binari totali orientati da nord a sud, collegati da sovrappassaggi con ascensori. Sono presenti due uscite (est e ovest) e una biglietteria presenziata.
| 1-2 | ■ Linea Jōetsu   | per Takasaki, Kumagaya, Ōmiya, Urawa e Ueno |   |
| 3   | ■ Linea Ryōmō    | per Maebashi, Isesaki, Kiryū e Oyama        |   |
| 3   | ■ Linea Jōetsu   | per Shibukawa e Minakami                    |   |
| 3   | ■ Linea Agatsuma | per Nakanojō e Naganohara-Kusatsuguchi      | - |

## Stazioni adiacenti
| «                     | Servizio       | »              |
| Linea Jōetsu          | Linea Jōetsu   | Linea Jōetsu   |
| Linea Agatsuma        | Linea Agatsuma | Linea Agatsuma |
| --------------------- | -------------- | -------------- |
| Ino                   | Tutti i treni  | Gumma-Sōja     |
| Linea Ryōmō           |                |                |
| Linea Shōnan Shinjuku |                |                |
| Ino                   | Tutti i treni  | Maebashi       |